# Autódromo de Moçambique
Autódromo de Moçambique, wcześniej Circuito de Lourenço Marques oraz Autódromo de Lourenço Marques – tor wyścigowy znajdujący się w stolicy Mozambiku, Maputo.

## Historia
W 1950 roku po raz pierwszy w Lourenço Marques rozegrano wyścig. Zawody te odbywały się na ulicznym torze, biegnącym wzdłuż Estuário do Espírito Santo – części zatoki Lourenço Marques. Kierowcy ścigali się wzdłuż ulic Avenida da Republica, Avenida 10 de Novembro oraz Rua Belmiro Obadias Muanga. W 1958 roku po raz pierwszy na tym obiekcie zorganizowano Grand Prix Mozambiku. W 1961 roku wydłużono tor o około pół kilometra, dodając do niego Rua Vladimir Lenine.
W 1962 roku oddano do użytku nowy tor pod nazwą Circuito de Lourenço Marques. Obiekt, biegnący wzdłuż Oceanu Indyjskiego, znajdował się na przedmieściach Lourenço Marques, niedaleko granicy ze Związkiem Południowej Afryki. Tor miał początkowo długość 3,362 km oraz szerokość 8 m. Składał się z dwóch części: prostej o długości 1,5 km (zwykle otwartej dla ruchu ulicznego) oraz wolniejszej sekcji, wybudowanej specjalnie do wyścigów samochodowych.
W 1962 roku Circuito de Lourenço Marques przejął organizację Grand Prix Mozambiku, rozgrywanego według przepisów Formuły 1 lub Formuły Libre. Pierwszą edycję na nowo otwartym obiekcie wygrał Peter de Klerk w Alfie Special. W 1967 w wyniku wypadku Lukiego Bothy zginęło siedmiu widzów.
Około 1970 roku zmodyfikowano obiekt, wydłużając go o pół kilometra. W 1971 roku zorganizowano ostatnią edycję Grand Prix Mozambiku, którą wygrał John Love w Surteesie. W 1972 roku rozegrano natomiast ostatni wyścig przed zamknięciem toru – trzygodzinną rundę w Chevronie B21 wygrali Gerry Birrel i Jochen Mass.
Po odzyskaniu przez Mozambik niepodległości w 1975 roku rząd zabronił organizowania wyścigów samochodowych, w efekcie czego tor ulegał niszczeniu. W 1991 roku zorganizowano pierwszy w niepodległym Mozambiku wyścig samochodowy, chociaż obiekt znajdował się w bardzo złym stanie. Prawdopodobnie pod koniec 2003 roku zniszczono i przebudowano niewielką sekcję toru. 14 lipca 2006 roku rozpoczęto kompleksową modernizację obiektu, w wyniku której przebudowano końcową sekcję toru, dobudowano tory do kartingu i motocrossu, zwiększono standardy bezpieczeństwa i zmieniono nazwę kompleksu na Autódromo de Moçambique.

## Zwycięzcy Grand Prix Mozambiku na torze Lourenço Marques
| Sezon | Kierowca         | Samochód            |
| ----- | ---------------- | ------------------- |
| 1962  | Peter de Klerk   | Alfa Special        |
| 1963  | Peter de Klerk   | Alfa Special        |
| 1964  | John Love        | Cooper-Climax       |
| 1965  | John Love        | Cooper-Climax       |
| 1966  | Dave Charlton    | Brabham BT11-Climax |
| 1967  | John Love        | Brabham BT20-Repco  |
| 1968  | Jackie Pretorius | Lola-Ford           |
| 1969  | John Love        | Lotus 49B-Ford      |
| 1970  | Dave Charlton    | Lotus 49C-Ford      |
| 1971  | John Love        | Surtees-Ford        |